# 거마대학생
거마대학생이란 불법 다단계에 피해를 입은 대학생을 일컫는 신조어이다.
어원은 당시 다단계 마케팅 회사가 밀집해있던 서울특별시 송파구 거여동과 마천동의 두문자를 합성한 것이다.
현재는 서울송파경찰서의 단속이 심해져 풍선효과로 인해 많은 다단계 마케팅 회사가 송파구를 벗어난 상태이다.

## 같이 보기
- 피라미드 사기
- 폰지 사기